# Беттанкур, Пьер
Пьер Беттанкур (фр. Pierre Bettencourt, 28 июля 1917, Сен-Морис-д’Этелан, Сена Приморская — 13 апреля 2006, Стиньи, Йонна) — французский писатель и художник.

## Биография
Учился в Гавре. Слушал курс поэтики Поля Валери в Коллеж де Франс. Провинциал по рождению, предпочитал жить в провинции и держаться в стороне от литературной текучки. В годы войны создал у себя в доме типографию, печатал книги друзей — А. Жида, А. Арто, Ж. Полана, А. Мишо, Ф. Понжа, Ж. Дюбюффе и др. С 1963 жил в Стиньи. Сотрудничал с П. Алешинским, Дадо, Р. Топором.
Его младший брат — известный французский политик Андре Беттанкур (1919—2007).

## Творчество
Живописные работы, горельефы, книжные иллюстрации Беттанкура, создавшего собственную мифологию со своими идолами, близки к сюрреализму, Дюбюффе и ар-брют. Такова же и его неистощимая по изобретательности гротескно-фантастическая проза, часто публиковавшаяся под псевдонимами, — путешествия по воображаемым странам в духе Мишо (трилогия «Естественная история воображаемого», 1969, и др.). Интересовался эротическими мотивами в творчестве Беллмера, Уиткина и др.

## Избранные произведения
- Après moi, le soleil (1969)
- Histoire naturelle de l’imaginaire (1969)
- L’intouchable: roman (1981)
- Le bal des ardents (1983)
- Séjour chez les Cortinaires; suivi de Un été chez les Spongieuses (1983)
- Ecrit dans le vide (1984)
- Fables fraîches pour lire à jeun (1986)
- Les plaisirs du roi (1988)
- Le roi des Méduses; suivi de, Vingt-quatre phrases (1991)
- L’homme-cristal; suivi de, Le dernier amour du Colonel Radoschkovski (1993)
- Les trains psychiques (1994)
- Le piège; suivi de Tante Claire; et précédé de Incidents de voyage chez les morphosiens (1994)
- Petit dictionnaire de la pensée mammifère: fragments (2001)
- Mille morts (2004)

## Публикации на русском языке
- Естественная история воображаемого: Страна навозников и другие путешествия / Перевод Виктора Лапицкого. — СПб.: Амфора (серия Фрам), 2009 — ISBN 978-5-367-00990-3[1]